# Seconda guerra civile di Utrecht
La seconda guerra civile di Utrecht ebbe luogo tra il 1481 ed il 1483. Fu una guerra tra fazioni della popolazione del vescovato di Utrecht, influenzate dalle Guerre tra Hoeken e Kabeljauwen in Olanda. Fu anche uno scontro per il controllo della città di Utrecht tra i duchi di Borgogna nella persona del vescovo regnante, Davide di Borgogna, e i duchi di Kleve che volevano rimpiazzarlo con Engelberto di Kleve.

## Preludio
La prima guerra civile di Utrecht aveva propeso a favore del vescovo regnante, David di Borgogna. L'inaspettata morte del duca borgognone Carlo il Temerario nel 1477, che venne succeduto dalla sua giovane ed inesperta figlia Maria, aprì nuovi scontri sui sentimenti anti-borgognoni dei Paesi Bassi. Jan III van Montfoort dichiarò David di Borgogna non più benvoluto nella città di Utrecht e nelle altre città del vescovato e si ritirò coi suoi partigiani nel castello di Wijk bij Duurstede.

## 1481
Simultaneamente a questa battaglia di pensieri, nella Sticht scoppiò la guerra civile in Olanda tra la fazione anti-borgognona Hoeken e quella pro-borgognona Kabeljauwen. L'arciduca Massimiliano I d'Asburgo, che aveva sposato l'ereditiera borgognona, Maria di Borgogna, poco dopo la morte del suocero, si confrontò col problema dell'eredità della Borgogna anche se in un primo momento non fu in grado di intervenire decisamente in Olanda. Il partito Hoeken era guidato da Reinier van Broeckhuysen, nipote dell'ex vescovo-eletto Gijsbrecht van Brederode. Nel 1481 Reinier riuscì per breve tempo a catturare Leida con un esercito di esiliati Hoeken ma venne costretto ad abbandonare la città per l'arrivo di preponderanti forze asburgiche. Col suo esercito trovò rifugio nella Sticht dove rimase sotto la protezione dell'energico e feroce visconte Jan III van Montfoort, capo della fazione anti-borgognona del vescovato. Il visconte, col supporto degli Zoudenbalch e di altri notabili anti-borgognoni, riuscì a portare a compimento un colpo di Stato nel governo della città di Utrecht, espellendo i reggenti pro-borgognoni dai loro incarichi ed assicurandosi il consiglio cittadino integralmente a favore degli Hoeken. La guerra tra gli eredi asburgici dei borgognoni e gli Hoeken d'Olanda e Utrecht divenne inevitabile.
Sul finire del 1481 le forze dell'arciduca Massimilano, sotto la guida di Frederik van Egmond, signore di Egmond e Ijsselstein, iniziarono a razziare la Sticht e la campagna attorno a Utrecht in particolare. Il 26 dicembre, Joost van Lalaing ottenne un'importante vittoria nella Battaglia di Westbroek.

## 1482
Gli Hoeken di Utrecht erano ben consapevoli della debolezza della loro posizione e per questo cercarono un'alleanza con re Luigi XI di Francia, arci-nemico di Massimiliano. Gli Hoeken cercarono anche di coinvolgere Giovanni I, l'ambizioso duca di Kleve. Il duca supportò la causa degli Hoekn di Utrecht ma non sopra le righe, limitandosi a inviare suo figlio Engelberto con l'intento di farlo divenire nuovo vescovo della diocesi.
Davide di Borgogna all'epoca poteva solo contare su Frederik van Egmond. Massimiliano, in guerra con la Francia, poté inviare solo alcuni distaccamenti di cavalleria per tagliare le linee di rifornimento nemiche dalla città di Utrecht. Fu durante uno di questi raid che Jan van Schaffelaar rimase ucciso a Barneveld. Col finire dell'ano, la pace con la Francia venne siglata e Massimiliano poté inviare nuove truppe nei Paesi Bassi.

## 1483
Il partito pacifista di Utrecht imprigionò Jan van Montfoort ed Engelberto di Kleve, e restituì il potere a Davide di Borgogna. 
Il 21 aprile 1483 il principe-vescovo Davide di Borgogna riprese il controllo sulla città, ma venne sorpreso nel proprio palazzo da un improvviso raid notturno degli Hoeken l'8 maggio, venendo catturato ed imprigionato ad Amersfoort.
Quando Massimiliano d'Austria seppe di questa notizia, formò un grande esercito al comando di Joost de Lalaing per assediare Utrecht. Dopo due mesi di assedio, la città si arrese e venne siglata la pace.

## Conseguenze
Davide di Borgogna venne nuovamente restaurato come vescovo e rimase nelle sue funzioni sino alla sua morte nel 1496. La situazione ad Utrecht rimase molto labile e una nuova ribellione sotto il comando di Frans van Brederode scoppiò tra il 1488 ed il 1490.
Durante le Guerre di Gheldria, Utrecht venne controllata per qualche tempo dal ducato di Gheldria, ma divenne poi parte delle Diciassette Province asburgiche dal 1528, come Signoria di Utrecht.